# Abrosoma balteatum
Abrosoma balteatum är en insektsart som först beskrevs av Chen, S.C. och Yun He He 2002.  Abrosoma balteatum ingår i släktet Abrosoma och familjen Aschiphasmatidae. Inga underarter finns listade i Catalogue of Life.